# Aoralberg

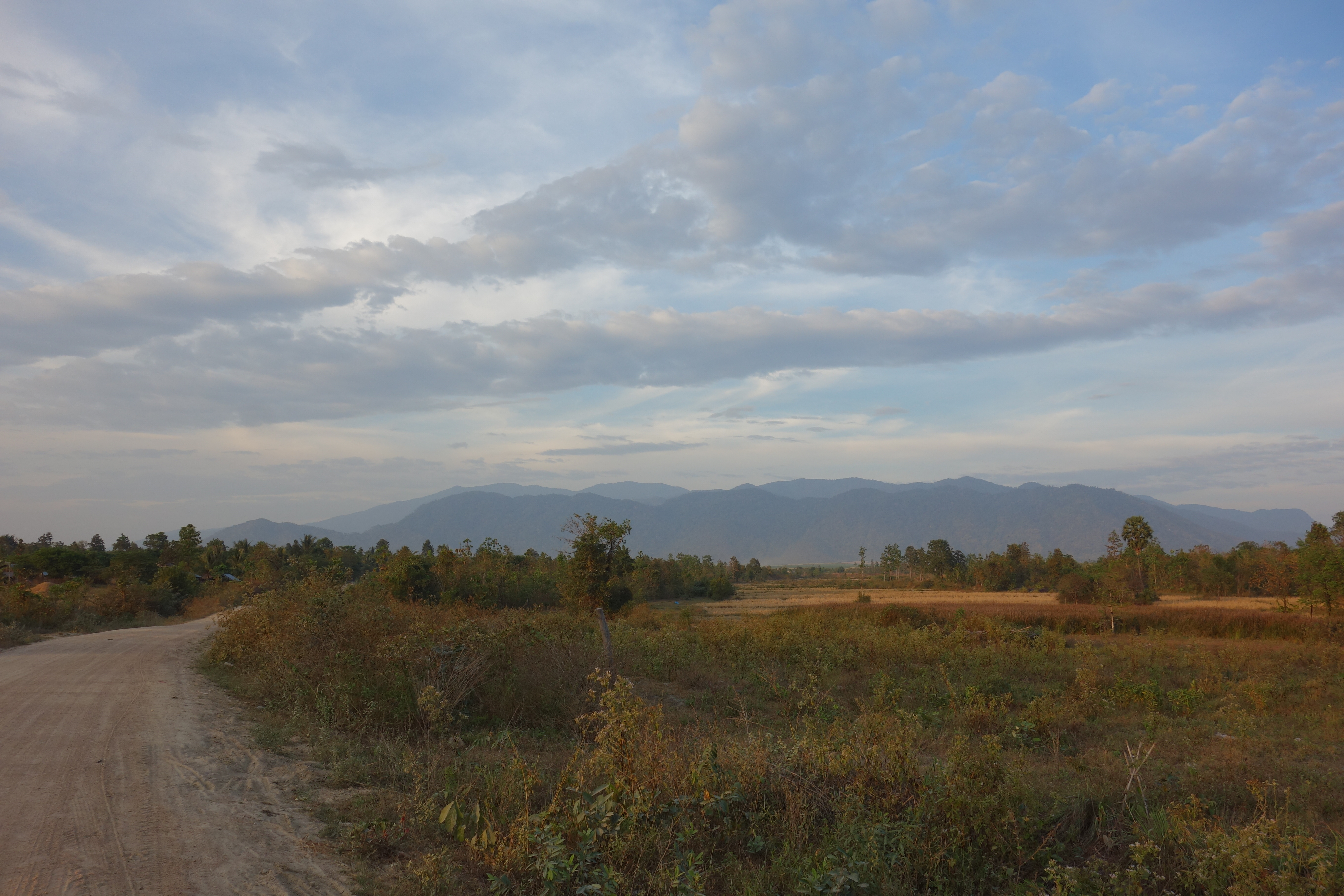
De Aoralberg gezien vanuit het zuidoosten

De Aoralberg (Khmer: Phnom Aural) is de hoogste berg van Cambodja. De berg is 1.813 meter hoog (hoewel andere bronnen uitgaan van een hoogte van 1.771 en 1.667 meter). 
De berg ligt in het oostelijk deel van het Kravanhgebergte (Cardamongebergte). Om de biodiversiteit van het gebergte te beschermen is het Phnom Aoral Wildlife Sanctuary opgericht.
De berg ligt in het district Aoral, in de provincie Kampong Spoe.